# John D. Rockefeller III
John Davison Rockefeller III (21 de março de 1906 – 10 de julho de 1978) foi um filantropo norte-americano e membro de terceira geração da proeminente família Rockefeller. Ele era o filho mais velho dos filantropos John D. Rockefeller Jr. e Abby Aldrich Rockefeller. Seus irmãos eram Abby, Nelson, Laurance, Winthrop e David .
Como sua irmã Abby, John III acabou escolhendo a filantropia como seu maior interesse. Seus irmãos Nelson e Winthrop se dedicaram à política, enquanto Laurance foi para a conservação e David foi para o banco. Ele foi uma das principais forças por trás do estabelecimento do Conselho de Fundações, do Centro da Fundação e do Setor Independente. Ele assumiu um papel de liderança na organização da Comissão de Fundações e Filantropia Privada (mais conhecida como Comissão Peterson) e da Comissão de Filantropia Privada e Necessidades Públicas (mais conhecida como Comissão de Filer). Ele também fez a doação inicial para apoiar o Programa de Organizações sem fins lucrativos da Universidade de Yale, o primeiro centro de pesquisa acadêmica a se concentrar em organizações sem fins lucrativos.
Além de seu interesse em filantropia, Rockefeller assumiu grandes compromissos em apoiar organizações relacionadas aos assuntos do Leste Asiático, incluindo o Instituto de Relações do Pacífico, a Sociedade da Ásia e a Sociedade do Japão. Ele também foi um grande apoiador do Conselho de População .

## Vida
Em 21 de março de 1906, Rockefeller nasceu como John Davison Rockefeller III em Nova York, Nova York. Os pais de Rockefeller foram John Davison Rockefeller Jr. (1874–1960) e Abigail Greene "Abby" Aldrich (1874–1948), filantropos. Ele tinha quatro irmãos mais novos, Nelson, Winthrop, Laurance e David, e uma irmã mais velha, Abby. Por meio de seu pai, ele era neto do co-fundador da Standard Oil John Davison Rockefeller Sr. e da professora Laura Celestia "Cettie" Spelman. Através de sua mãe, ele era neto do senador Nelson Wilmarth Aldrich e Abigail Pearce Truman "Abby" Chapman. Ele recebeu sua educação preparatória na Browning School, em Nova York, e na Loomis Chaffee School, Windsor, Connecticut, em 1925. Ele foi para a Universidade de Princeton, onde recebeu altas honras em economia e se formou em 1929 com o grau de Bacharel em Ciências, escolhendo as relações industriais como o assunto de sua tese sênior. Seu interesse pelas relações industriais resultou do papel da família no Massacre de Ludlow, no qual grevistas e seguranças mataram mulheres e filhos de mineiros que atacavam a Colorado Fuel and Iron Company, controlada pela Rockefeller. O pai de Rockefeller trabalhou para restaurar a reputação pública da família, defendendo as relações industriais e o trabalho de William Lyon Mackenzie King, pioneiro no campo.
Iniciando um compromisso vitalício com as relações internacionais, ele realizou uma turnê mundial depois de se formar na faculdade, que terminou com as atribuições da conferência do Instituto de Relações do Pacífico no Japão.

## Cargos / atividades institucionais
John III foi o próximo gerente da Rockefeller para todas as empresas familiares de relevância social. Desde 1929, no total, ele participou de vinte conselhos de várias instituições, a maioria relacionada à família. Os mais notáveis deles foram:
- Universidade Rockefeller - então o Instituto Rockefeller de Pesquisa Médica (estabelecido pela Senior);
- Williamsburg colonial (John Jr., Abby);
- Igreja de Riverside (John Jr.);
- Casa Internacional de Nova York (John Jr.);
- Conselho Geral de Educação - posteriormente o Conselho Internacional de Educação (Sênior);
- Conselho Médico da China (John Sr., John Jr.);
- Departamento de Higiene Social (John Jr.);
- Conselheiros em Relações Industriais (John Jr.).

John III foi membro do Conselho de Relações Exteriores, da Associação de Política Externa e do Instituto de Relações do Pacífico, além de fazer parte do conselho de administração da Universidade de Princeton. No final de 1950, ele acompanhou o secretário de Estado John Foster Dulles e Douglas MacArthur em uma viagem ao Japão para concluir um tratado de paz, durante o qual consultou muitos líderes japoneses em praticamente todas as esferas importantes da vida daquele país. John III foi membro do Conselho de Relações Exteriores, da Associação de Política Externa e do Instituto de Relações do Pacífico, além de fazer parte do conselho de administração da Universidade de Princeton.Ele foi um proeminente filantropo da família de terceira geração e fundador da Asia Society, a principal instituição que ele estabeleceu em 1956 para promover uma maior cooperação entre a Ásia e os Estados Unidos. Ele também fundou o Conselho da População em 1952 e uma Sociedade do Japão reconstituída. Além disso, ele criou o United Negro College Fund para a educação continuada de afro-americanos, continuando a tradição familiar nessa área com o financiamento de seu avô para a educação de mulheres negras no Spelman College, em Atlanta.
Ele estava no Comitê Consultivo de seu pai no escritório da família, sala 5600. Ele também foi presidente da principal filantropia da família, administrada por membros da família, o Rockefeller Brothers Fund, desde a sua criação em 1940 a 1956. Em 1929, ele ingressou na renomada Fundação Rockefeller da família; eleito para o conselho em 1931, subseqüentemente tornou-se presidente dessa importante organização filantrópica por vinte anos e foi responsável por mudar o foco da instituição.
A principal instituição filantrópica que ele criou foi o Fundo JDR III em 1963, cujo principal programa é o Programa Cultural Asiático, criado em 1967 para incentivar o intercâmbio cultural Leste-Oeste. O Fundo acabou com sua morte em 1979, mas o Programa Cultural continuou como Conselho Cultural Asiático, que prestou assistência a mais de 4.000 asiáticos e americanos na área das artes. O financiamento para seus programas deriva de uma combinação de renda e contribuições de indivíduos, fundações e corporações nos Estados Unidos e na Ásia.
Em meados da década de 1950, John III assumiu a liderança do Comitê Exploratório de um Centro de Artes Musicais, um comitê de líderes cívicos que estavam trabalhando para criar o que se tornaria o Lincoln Center. Ele foi a figura-chave nos esforços de arrecadação de fundos e no estabelecimento de um consenso entre os líderes cívicos e outros que eram essenciais para o seu sucesso. O próprio Centro foi construído durante um período de 1959 a 1969. Ele foi seu primeiro presidente, com início em 1956, e tornou-se presidente em 1961. Foi presidente até 1970, quando foi devidamente eleito presidente honorário.
No final dos anos 60, Rockefeller III foi responsável pela criação da Comissão de Fundações e Filantropia Privada (geralmente conhecida como Comissão Peterson, chefiada por Peter G. Peterson) e da Comissão de Filantropia Privada e Necessidades Públicas (geralmente conhecida como Filer). Ele estabeleceu o Rockefeller Public Service Awards em 1958. Em 1959, ele recebeu o Prêmio da Medalha de Ouro da Associação dos Cem Anos de Nova York "em reconhecimento às excelentes contribuições para a cidade de Nova York". Em 1976, recebeu o Prêmio S. Roger Horchow de Maior Serviço Público por um Cidadão Privado, um prêmio concedido anualmente pelo Jefferson Awards. O Rockefeller College da Universidade de Princeton foi nomeado em sua homenagem em 1982.

## Família
Em 11 de novembro de 1932, casou-se com Blanchette Ferry Hooker (1909 – 1992), socialmente conectado, que atuaria como presidente do Conselho Cultural Asiático de 1980 a 1990 e que estabeleceu o Fundo de Bolsas de Estudo Blanchette H. Rockefeller, no Japão. Eles tiveram um filho e três filhas:
- Sandra Ferry Rockefeller
- John Davison "Jay" Rockefeller IV - um ex -senador dos EUA na Virgínia Ocidental e ex-governador de dois mandatos desse estado
- Hope Aldrich Rockefeller
- Alida Ferry Rockefeller

## Morte
John Davison Rockefeller III foi morto em um acidente de automóvel em Mount Pleasant, Nova York (perto da propriedade da família Rockefeller em Pocantico), em 10 de julho de 1978, aos 72 anos. Ele foi enterrado no cemitério da família Rockefeller em Sleepy Hollow, Nova York .